# 2020년 하계 올림픽 헝가리 선수단
2020년 하계 올림픽 헝가리 선수단은 2021년 일본 도쿄에서 열린 2020년 하계 올림픽에 참가한 올림픽 헝가리 선수단이다.
헝가리는 2020년 도쿄 하계 올림픽에 출전했다. 원래 2020년 7월 24일부터 8월 9일까지 열릴 예정이었던 올림픽은 코로나19 범유행으로 인해 2021년 7월 23일부터 8월 8일로 연기되었다. 헝가리 선수들은 두 차례를 제외하고 하계 올림픽의 모든 대회에 출전했다. 헝가리는 제1차 세계 대전에서의 역할 때문에 1920년 앤트워프 하계 올림픽에 초청받지 못했고, 1984년 로스앤젤레스가 하계 올림픽을 개최했을 때 소련 보이콧에도 참여했다.

## 출전 선수
| 종목         | 남자 | 여자 | 전체 |
| ------------ | ---- | ---- | ---- |
| 양궁         | 1    | 0    | 1    |
| 육상         | 7    | 11   | 18   |
| 배드민턴     | 1    | 1    | 2    |
| 복싱         | 1    | 0    | 1    |
| 카누         | 8    | 8    | 16   |
| 사이클       | 2    | 1    | 3    |
| 펜싱         | 5    | 8    | 13   |
| 체조         | 0    | 2    | 2    |
| 유도         | 3    | 4    | 7    |
| 핸드볼       | 0    | 14   | 14   |
| 가라테       | 1    | 0    | 1    |
| 근대5종      | 2    | 2    | 4    |
| 조정         | 1    | 0    | 1    |
| 요트         | 2    | 2    | 4    |
| 사격         | 2    | 2    | 4    |
| 수영         | 21   | 13   | 34   |
| 탁구         | 2    | 4    | 6    |
| 태권도       | 1    | 0    | 1    |
| 트라이애슬론 | 2    | 2    | 4    |
| 수구         | 13   | 13   | 26   |
| 역도         | 1    | 0    | 1    |
| 레슬링       | 5    | 1    | 6    |
| 전체         | 81   | 88   | 169  |

## 같이 보기
- 올림픽 헝가리 선수단